# André Rives
Pour les articles homonymes, voir Rives.

a Compétitions nationales et continentales officielles uniquement.

b Matchs officiels uniquement.
André Rives est un joueur et entraîneur de rugby à XIII international français évoluant au poste d'arrière, né le 6 janvier 1924 à Saint-Girons et mort le 11 mars 2017 à Seix (Ariège).

## Biographie
C'est avec Saint-Girons sporting club de sa ville natale qu'il débute en rugby à XV, participant en 1945 à la victoire notoire contre le Stade français.
En 1947, à 23 ans, il passe à XIII, qui a le vent en poupe, et part à Albi. Arrière, il rivalise avec l'Audois Puig Aubert, dit «Pipette». Avec Albi, il est sacré deux fois champions de France contre Carcassonne. Cela lui vaut de rejoindre l'équipe de France et de participer à la coupe du monde de 1957. Il porte à 14 reprises le maillot des bleus.
André Rives effectue sa carrière au sein de deux clubs, tout d'abord Albi puis Saint-Gaudens, qu'il rejoint au début des années 1960. Avec le premier, il remporte deux titres de champion de France, avec le second, il vit une finale de championnat de France. Ses performances en club l'amènent en équipe de France entre 1957 et 1959 disputant notamment la Coupe du monde 1957 et succédant à son poste à Puig-Aubert.
On considère même que bien que « de petite taille », il est d'un « rare talent » et le « digne successeur de "Pipette" ». 
Il a un fils, Patrick, qui joue demi de mêlée à Saint-Gaudens et dans l'équipe de France à la fin des années 1980.

## Palmarès

### En tant que joueur
- Collectif :
  - Vainqueur du Championnat de France : 1956 et 1958 (Albi).
  - Finaliste du Championnat de France : 1963 (Saint-Gaudens).

### En tant qu'entraîneur
- Collectif :
  - Finaliste du Championnat de France : 1966 (Saint-Gaudens).